# Dorina
Dorina ist ein weiblicher Vorname.
Der Name leitet sich, wie etwa Dora und Doris letztlich von Dorothea ab, mit der ursprünglichen griechischen Wortbedeutung δώρον doron für ‚Gabe‘, ‚Geschenk‘ und Θεός theos für ‚Gott‘, also Dorothea in etwa „Geschenk Gottes“ oder „Gottesgabe“.
Namenstag zu Ehren der Heiligen Dorothea ist in der katholischen und orthodoxen Kirche der 6. Februar.

## Bekannte Namensträger
- Dorina Câtineanu, ehemalige rumänische Weitspringerin

- Dorina Vaccaroni, ehemalige italienische Florettfechterin

- Dorina Pieper, frühere deutsche Biathletin

- Dorina Maltschwea, deutsche Schauspielerin und Musicaldarstellerin